# Villa Spiro spero
Die Villa Spiro spero liegt im Stadtteil Niederlößnitz der sächsischen Stadt Radebeul, in der Hohen Straße 35.

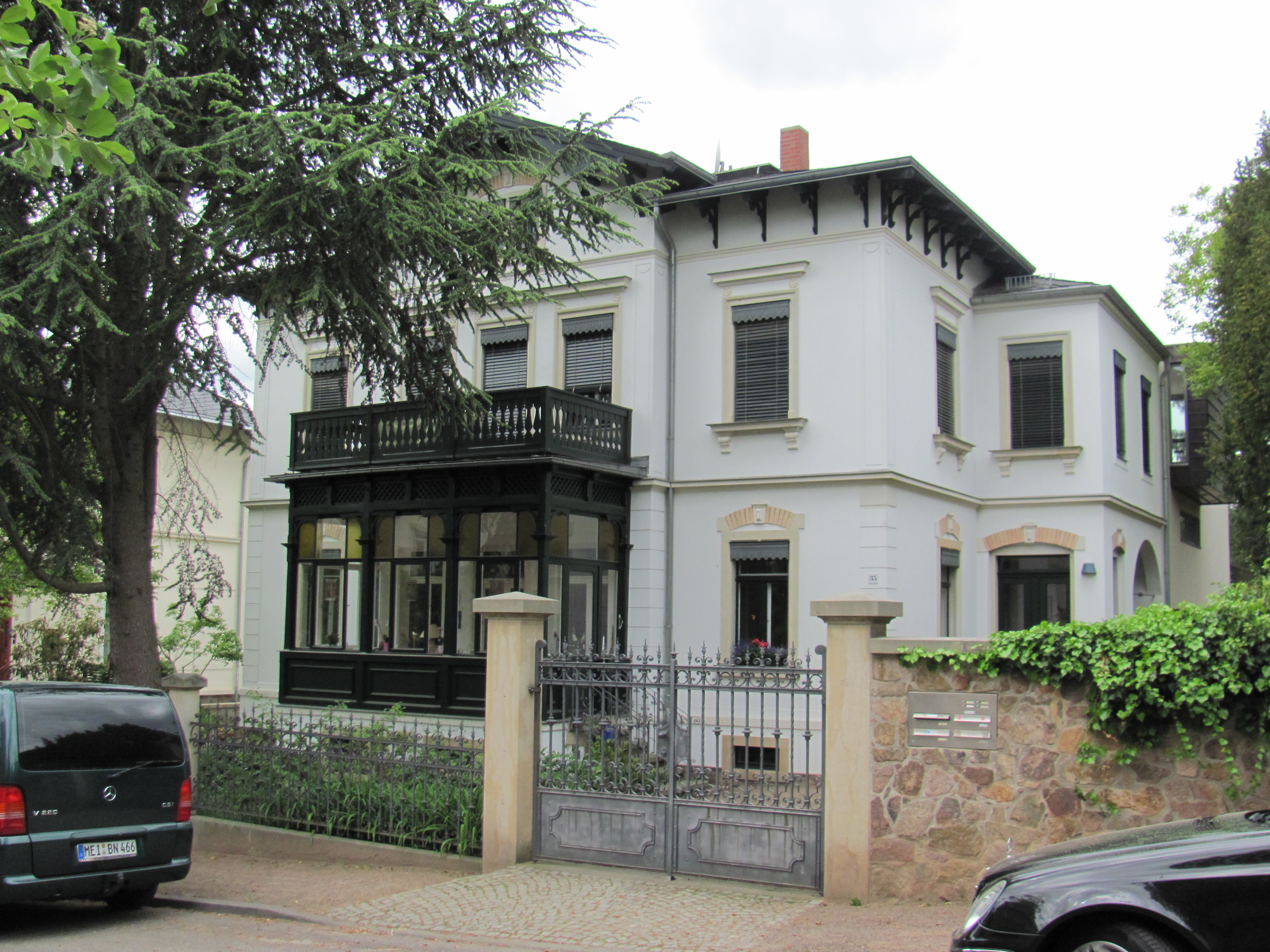
Villa Spiro spero

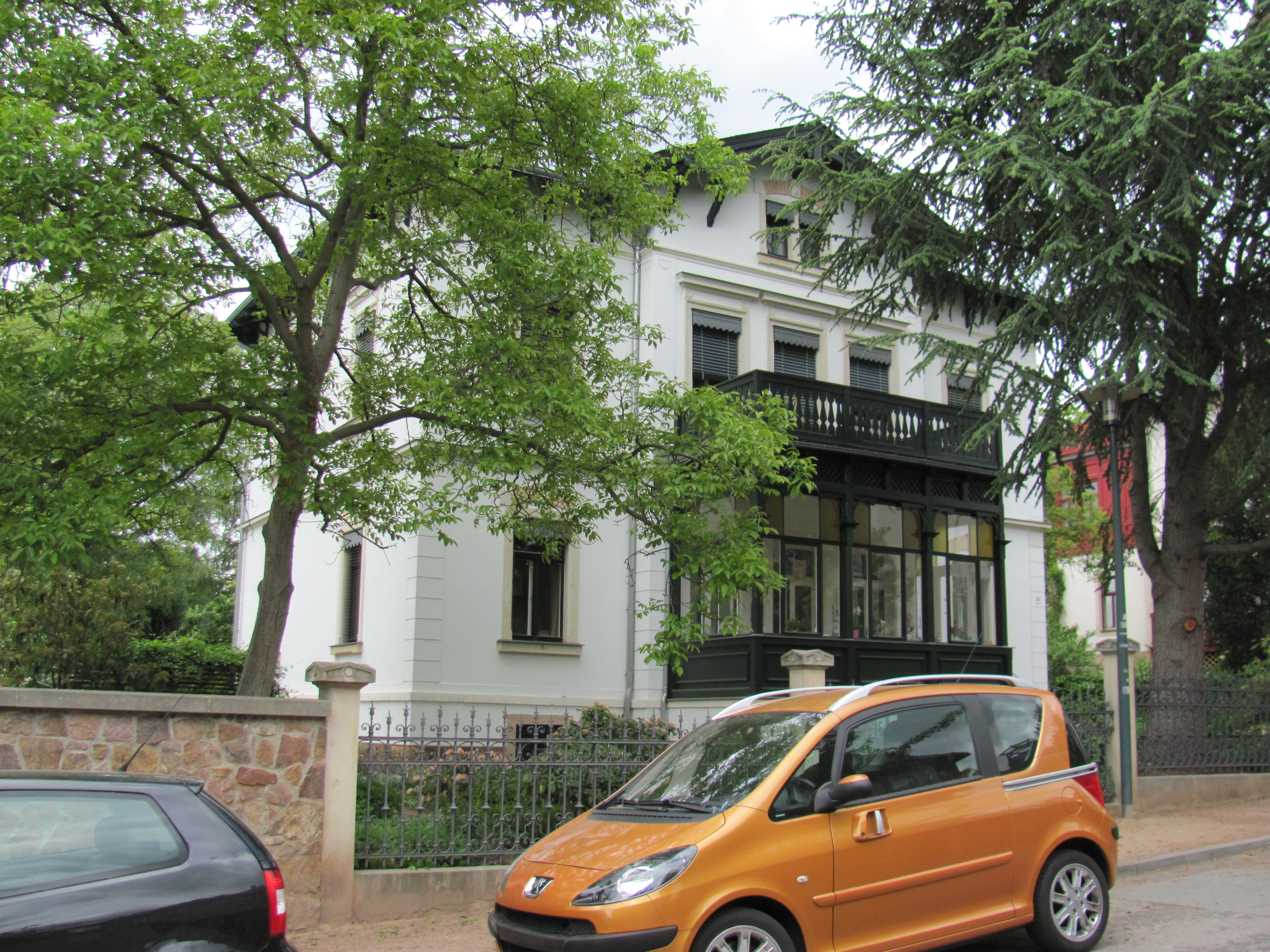
Villa Spiro spero

## Beschreibung
Die zweigeschossige, mitsamt Einfriedung und Toreinfahrt unter Denkmalschutz stehende Villa steht auf einem Bruchsteinsockel und hat ein überkragendes, flaches und schiefergedecktes Walmdach mit einer Dachplattform. Die weit vorkragende Dachtraufe wird von Holzkonsolen gestützt.
In der fünfachsigen, symmetrisch aufgebauten Straßenansicht steht ein dreiachsiger Mittelrisalit mit einem Gesprengegiebel. Vor dem Risalit befindet sich eine eingeschossige hölzerne Veranda mit einem Austritt obenauf. In der rechten, nördlichen Seitenansicht führt eine Freitreppe in den zweigeschossigen Eingangsvorbau. Auf der Rückseite steht ein zweigeschossiger Gebäudeflügel mit einem Flachdach.
Die ehemals durch Gesimse und Ecklisenen gegliederten Putzfassaden sind heute stark reduziert. Die Fenster werden von Sandstein eingefasst; über denen des Erdgeschosses sowie demjenigen im Giebel des Risalits finden sich Überfangbögen aus Ziegelsteinen; desgleichen schmückt auch den Eingang.
Die denkmalgeschützte Einfriedung besteht aus einem Lanzettzaun mit Sandsteinpfeilern; den Grundstückseingang bildet eine schmiedeeiserne Toranlage.

## Geschichte

Werbung der Weidhaas′schen Kureinrichtung (Lilie, 1895). Villa Spiro spero ganz links

Nach einem Entwurf der Bauunternehmung Gebrüder Große errichtete 1892 der Bauunternehmer Carl Ernst Claus diese Villa in der Hohen Straße 7. Diese war laut einer Werbung von 1895 die südlichste der fünf Weidhaas′schen Villen, die zusammen eine Kureinrichtung für Asthmaleidende des als Naturheilkundiger auftretenden Paul Weidhaas darstellten. 1898 ließ die Eigentümerin Martha Weidhaas einen Anbau an den Seitenflügel errichten, der vom Baumeister Hugo Große gebaut wurde, einem der beiden Inhaber der Gebrüder Große.
Im Jahr 1901 gehörten der Witwe Martha Weidhaas auf der Westseite der Straße von dem Weidhaas′schen Kurinstitut noch die Villen Hausnummer 7, 15 und 17 (heute 35, 43 und 45). Die nördlichste Villa mit der Nr. 17 wurde noch im Laufe des Jahres 1901 an die Autorin, Journalistin und Fabrikbesitzerin Silvia Brand veräußert.
Weitere Bautätigkeiten folgten 1921 mit der Errichtung eines Wagenschuppens, eines Ziegen- und eines Schweinestalls sowie eines Heubodens. Später folgte ein Ausbau zu einer Wäschenäherei nebst baulichen Erweiterungen. 1927 wurde dann der Eingangsvorbau aufgestockt.

## Häusername
Der Häusername bezieht sich wohl auf den Ausspruch Dum spiro spero (dt. „Solange ich atme, hoffe ich.“) von Cicero („Epistulae ad Atticum“ („Briefe an Atticus“)). Er bedeutet somit „Ich atme, ich hoffe.“ und bezieht sich wohl auf die Erkrankung der Asthmapatienten.